# Johnny Curtis
Jonathan Curtis (22 juliol 1981) és un lluitador professional nord-americà que treballa actualment a la World Wrestling Entertainment lluitant en el seu territori de desenvolupament, la Florida Championship Wrestling. És el guanyador de la 4a temporada de NXT.

## Campionats i triomfs
- Florida Championship Wrestling
  - FCW Florida Tag Team Championship (2) – amb Tyler Reks (1) y Derrick Bateman (1)

- Northeast Championship Wrestling
  - NCW New England Championship (1)
  - NCW Tag Team Championship (1) – amb Damian Houston

- Power League Wrestling
  - PLW New England Championship (1)

- Premier Wrestling Federation
  - PWF Northeast Tag Team Championship (1) – amb Kenn Phoenix

- South Coast Championship Wrestling
  - SCCW Lightweight Championship (1)

- World Wrestling Entertainment
  - Guanyador NXT